# ارمیتن
ارمیتن جماعت و شهرکی در ناحیهٔ عینی ولایت سغد است که در شمال غربی تاجیکستان قرار دارد.
ارمیتن بزرگ‌ترین جماعت این کشور است و ۱۴٬۸۴۹ نفر جمعیت دارد.